# Шахта № 9 «Нововолинська»
ДП Шахта № 9 «Нововолинська». Входить до ВО «Волиньвугілля». Розташована у місті Нововолинськ Волинської області.
Стала до ладу 1963 року з проєктною потужністю 450 тис. т/рік. 1983 року до цієї шахти приєднана ш. № 3 Нововолинська (стала до ладу 1954 р.), яка допрацьовувала свої запаси. 2003 року видобуто 206 тис.т. вугілля. 
Шахта розкрита двома вертикальними стволами глибиною 378 м. Належить до І категорії за метаном, небезпечна за вибуховістю вугільного пилу.
Адреса: 45400, м. Нововолинськ Волинської області.